# 里奇·維農
里奇·維農（英語：Richie Vernon；1987年7月7日—）是一位蘇格蘭橄欖球運動員。他是蘇格蘭國家橄欖球隊的一員，代表蘇格蘭參加了2015年世界盃橄欖球賽。